# گئورگ آزاتیان (دولتمرد)
گئورگ گالوستی آزاتیان (ارمنی: Գևորգ Գալուստի Ազատյան؛ زادهٔ ۱۹۰۳ - درگذشته ۱۵ آوریل ۱۹۸۶) یک سیاستمدار اهل ارمنستان است که از تاریخ ۱۹۳۸ تا تاریخ ۱۹۴۶ سمت نمایندگی دوره اول شورای عالی جمهوری شوروی سوسیالیستی ارمنستان را برعهده داشت.

## زندگی‌نامه
وی در ۱۹۰۳ میلادی در برداوان به دنیا آمد . همچنین برندهٔ جوایزی همچون نشان پرچم سرخ کار و نشان برجسته افتخار شده‌است. وی در ۱۵ آوریل ۱۹۸۶ در سن ۸۳ سالگی درگذشت.